# Mammillaria jaliscana
Mammillaria jaliscana (укр. Мамілярія халісцька, Мамілярія халіскана) — сукулентна рослина з роду мамілярія (Mammillaria) родини кактусових (Cactaceae).

## Етимологія
Видова назва походить від місця зростання у штаті Халіско (ісп. Jalisco) в Мексиці.

## Ареал і екологія
Mammillaria jaliscana є ендемічною рослиною Мексики. Ареал розташований у штатах Халіско, Мічоакан і Сакатекас. Рослини зростають на висоті 1 200 — 2 600 метрів над рівнем моря на скелях і в дубових лісах.

## Морфологічний опис
Рослини кущаться в основі і формуються у групи.
| Орган              | Опис                                                                                   |
| Коріння            |                                                                                        |
| Стебло             | кулясте до коротко-циліндричного, в діаметрі 5-6 см.                                   |
| Епідерміс          | яскраво-зелений.                                                                       |
| Маміли             | конічно-циліндричні, округлі апікально, іноді з молочним соком.                        |
| Ареоли             |                                                                                        |
| Аксили             | голі.                                                                                  |
| Центральні колючки | 5-14, червонувато-коричневі, з темними кінцями, 7-9 мм завдовжки, одна нижня з гачком. |
| Радіальні колючки  | 30-40 або більше, прямі, білі, до 5 мм завдовжки.                                      |
| Квіти              | з витонченим ароматом, рожеві, до 20 мм в діаметрі.                                    |
| Плоди              | тупі, булавоподібні, білі до блідо-рожево-червоних, до 8 мм завдовжки.                 |
| Насіння            | коричнево-чорне, явно покрите рубчиками.                                               |

## Близькі види
Mammillaria jaliscana імовірно дуже близько пов'язана з Mammillaria mercadensis. Деякі автори розглядають Mammillaria guillauminiana Backeb. як синонім Mammillaria jaliscana.

## Використання
Цей вид використовується локально як лікарська рослина та для декоративних цілей.

## Чисельність, охоронний статус та заходи по збереженню
Mammillaria jaliscana входить до Червоного списку Міжнародного союзу охорони природи видів, з найменшим ризиком (LC).
Цей вид вважається вразливим через те, що кількість рослин знизилась, більш ніж на 30 % за останні 10 років. Зниження обумовлене прямою втратою місць існування і субпопуляцій після розчистки рідних місць проживання цього виду під плантації для вирощування агави під виробництво текіли.
Деякі субпопуляції були зафіксовані на території природоохоронного об'єкту Ла-С'єрра-де-ла-Прімавера. Існує зростаюча необхідність захисту ділянок, де цей вид залишається.
Охороняється Конвенцією про міжнародну торгівлю видами дикої фауни і флори, що перебувають під загрозою зникнення (CITES).